# Bitva u Zenty
Bitva u Zenty (odpoledne 11. září 1697, Senta) byla poslední velkou bitvou mezi křesťanskou Evropou a Osmanskou říší v 17. století a představuje jednu z nejdrtivějších porážek turecké historie. Příčinou střetnutí byla snaha tureckého sultána získat zpět území v Uhrách a Sedmihradsku, která ztratil po bitvě u Vídně.
Sultán Mustafa II. vytáhl podél Dunaje na sever. Evžen Savojský jej očekával u Petrovaradína, ale osmanská vojska u soutoku Tisy a Dunaje změnila směr a podél západního břehu Tisy vyrazila k severu. Zásadní roli nyní sehrál fakt, že obě strany tápaly ve válečné mlze a měly zkreslené představy o tom, kde je a co dělá protivník. Sultán plánoval, že někde v oblasti Zenty přejde přes Tisu a vpadne do Sedmihradska. Tím by před ním ležela prakticky nechráněná oblast a od hlavních nepřátelských sil, které tušil někde v zádech, by jej dělila velká řeka. Problém však byl, že Evženovým vojákům se podařilo zajmout vysokého tureckého důstojníka, který plán prozradil.
Evžen, který prozřel v pravou chvíli, nezaváhal a vyrazil rychlým pochodem bažinami podél Dunaje a Tisy. Přálo mu štěstí i hrubá chyba sultána, který byl natolik přesvědčen, že Evžen je dosud daleko za ním, že nepovažoval za nutné řádně rozestavit hlídky a vyslat průzkumníky. Tak se stalo, že asi dva kilometry od Zenty zaskočil Mustafovu armádu při přechodu Tisy v té nejzranitelnější situaci – turecká jízda již byla na druhém břehu a děla právě přecházela. A pěchota, která stále ještě stála na západním břehu Tisy a krylo ji polní opevnění, byla nečekaným úderem šokována tak, že se nezmohla na vážnější odpor. Turečtí pěšáci byli smeteni do Tisy, někteří dokázali přeplavat, další se utopili. Odhaduje se, že v boji padlo 20 000 Turků a dalších 10 000 zahynulo v řece. Ti, co přeplavali, byli pochopitelně beze zbraní a rozprchli se.
Dopad tak drtivé porážky byl obrovský. Hlavní osmanská armáda byla rozprášena. V boji zahynul velkovezír Elmas Mehmed Paša a několik dalších vezírů. Mezi přebohatou kořistí byl sultánův stan, sultánův harém, osmanská válečná pokladna, státní pečeť a dokonce turecké dělostřelectvo. Turecká vojska se už do konce roku v patřičné míře neshromáždila, takže Evžen mohl vyčlenit ze svého vojska menší část, se kterou vpadl do Bosny a vypálil Sarajevo. O rok později pak Turci přistoupili na jednání o míru, která vyústila v tzv. Karlovický mír.